# Emilio Cecchi
Emilio Cecchi (* 14. Juli 1884 in Florenz; † 8. September 1966 in Rom) war ein italienischer Schriftsteller, Literaturkritiker, Kunstkritiker, Drehbuchautor und Filmproduzent.

## Leben
Emilio Cecchi studierte in Florenz. Er war publizistisch sehr vielseitig tätig und schrieb als Kunstkritiker für die Zeitschrift La Voce. 1910 ging er nach Rom und begründete 1919 als Literaturkritiker die Zeitschrift Ronda mit. Er schrieb für Marzocco, Dedalo, L’Esame, Leonardo und L’Italia Letteraria. Cecchi verfasste einige Bücher zur italienischen Kunstgeschichte und zur englischen Literatur. Als Literat schrieb Cecchi in einem schwer einzuordnenden essayistischen Stil, der zwischen Essay und Reisebericht angesiedelt ist. Er produzierte zudem drei Filme und schrieb zu elf Filmen das Drehbuch. Er nahm ab 1941 an den von der nationalsozialistischen deutschen Kulturpropaganda organisierten „Europäischen Dichtertreffen“ in Weimar teil. 1952 wurde er mit einem Antonio-Feltrinelli-Preis ausgezeichnet.
Seine Tochter war die italienische Drehbuchautorin Suso Cecchi D’Amico (1914–2010).

## Werke
Literaturkritik
- La poesia di Giovanni Pascoli, 1912
- Storia della letteratura inglese del secolo XIX, 1915
- Scrittori inglesi e americani, 1937
- I grandi romantici inglesi, 1957

Kunstkritik
- Pittura italiana dell’Ottocento, 1926
- Trecentisti senesi, 1928
- Pietro Lorenzetti, 1930
- Note alla II Quadriennale, 1935
- Giotto, 1937
- Donatello, 1942
- Scultura fiorentina del Quattrocento, 1956

Literarische Werke
- Pesci rossi, 1920
- Amando Spadini, Mailand 1927
- Corse al trotto, Florenz 1936
- L’Osteria del cattivo tempo, Mailand 1942
- America Amara, 1940 (dt. Bitteres Amerika, Berlin 1942, übersetzt durch A. Graf Alegiani), Gerhard Stalling Verlagsbuchhandlung, Oldenburg 1942, S. 394, 24 s/w Fotos
- Messico, 1941
- Qualche cosa, Florenz 1943
- Saggi e vagabondaggi, Mailand 1962
- Et in Arcadia ego (dt. Arkadien. Erlebtes Griechenland, Hamburg 1949, übersetzt durch Hermann von Wedderkop)
- Goldfische. Eine Auswahl von Erzählungen und Essays aus dem Gesamtwerk. dt. Zürich 1973
- Katzenaugen. Porträt eines Affen. dt. Zerkall, 1975

Drehbuch
- 1932: La Tavola dei poveri – Regie: Alessandro Blasetti
- 1933: Acciaio – Regie: Walter Ruttmann
- 1934: 1860 – Regie: Alessandro Blasetti
- 1941: Kleine alte Welt (Piccolo mondo antico) – Regie: Mario Soldati
- 1942: Sissignora – Regie: Fernando Maria Poggioli
- 1942: Tragica notte – Regie: Mario Soldati
- 1943: Giacomo l'idealista – Regie: Alberto Lattuada
- 1943: Knock-Out (Harlem) – Regie: Carmine Gallone
- 1946: Mein Sohn der Professor (Mio figlio professore) – Regie: Renato Castellani
- 1947: Unter der Sonne von Rom (Sotto il sole di Roma) – Regie: Renato Castellani
- 1949: Fabiola – Regie: Alessandro Blasetti

Produktion
- "Gli Uomini, che mascalzoni!", 1932 (Regie: M. Camerini)
- "Acciaio", 1933 (Regie: W. Ruttmann)
- "1860", 1934 (Regie: A. Blasetti)